# 호별방문
호별방문 (戶別訪問)은 선거운동의 일종으로, 정치인이나 정당 관계자가 가정을 비롯하여 개방되지 않는 특정 장소를 방문, 정당과 후보에 대한 지지를 호소하는 행위를 말한다.
대한민국에서는 공직선거법상 불법으로 규정되어 있으며 일본 등의 일부 국가에서도 금지되어 있으나, 영국이나 미국, 독일, 캐나다 등에서는 허용되어 있다. 영어로는 캔버싱 (Canvassing)이라고도 한다.

## 상세
대한민국에서는 공직선거법 제106조 제1항에 따라 선거운동 내지는 선거기간의 입당 권유를 위하여 호별로 방문할 수 없다고 규정되어 있다. 이를 위반하면 최대 3년 이하의 징역이나 600만원 이하의 벌금을 부과토록 하며, 이는 당선 무효의 기준이 되는 벌금 100만원 이상의 형에 해당된다.
그러나 제2항에서는 관혼상제가 거행되는 장소 (예식장 등)나 도로, 시장, 점포, 다방, 대합실 등 다수인이 왕래하는 공개된 장소에서는 가능하다고 규정되어 있다.  이와 관련해 '호'의 기준이 무엇이며 어느 공간까지 가능한지에 관하여 논란이 제기되었는데, 2020년 대법원 판결 (2019도10140)에서는 "일반인의 자유로운 출입이 가능하여 다수인이 왕래하는 공개된 장소"라면 가능하다고 보았으며, "그 장소의 구조, 사용관계와 공개성 및 접근성 여부, 그에 대한 선거권자의 구체적인 지배·관리형태 등 여러 사정을 종합적으로 고려하여 판단"해야 한다고 결론내렸다.
따라서 같은 건물이나 복합단지더라도 다수가 왕래하는 공개장소라면 가능하고, 업무공간이라면 불가능하다는 해석이 존재한다. 관공서의 경우 개방된 민원실은 인정되나 업무공간에서는 불가능하며, 아파트에서는 단지 내부에선 가능하나 두 가구 이상을 찾아가면 불가능, 병원에서는 로비에서는 가능하나 병실을 찾아간다면 불가능하다는 해석이 존재한다.
영국에서는 방문유세가 가능하며, 벽보나 현수막을 대신하는 보편적인 선거운동으로 널리 자리잡았다. 특히 현직 지역구 국회의원이 가정을 방문하여 선거운동원을 확보하거나 의정활동 내지는 정책을 홍보하고, 민심을 직접 듣는 기회로 삼는다.

## 같이 보기
- 선거운동
- 공직선거법